# Birds (album Big Runga)
Birds – trzeci solowy album nowozelandzkiej wokalistki Bic Runga, wydany w 2005 roku przez Sony BMG. Album był nagrywany w studio Monte Cecilia House w Auckland.

## Twórcy
- Bic Runga – śpiew, gitara
- Tim Arnold – gitara
- Ben "Boxcar" Maitland – śpiew, gitara, harmonijka ustna
- Shayne Carter – śpiew towarzyszący
- Anna Coddington – śpiew towarzyszący
- Neil Finn – śpiew, gitara, fortepian, wibrafon
- Rikki Gooch – perkusja
- Rebecca Harris – harfa
- Anika Moa – śpiew
- Joanna Satomi Schulz – waltornia
- Conrad Standish – śpiew towarzyszący, gitara basowa

## Lista utworów
1. "Winning Arrow" – 2:53
2. "Say After Me" – 4:36
3. "Listen" – 3:32
4. "Birds" – 3:46
5. "Ruby Nights" – 4:23
6. "No Crying No More" – 2:03
7. "If I Had You" – 4:48
8. "Captured" – 6:03
9. "That's Alright" – 3:22
10. "Blue Blue Heart" – 3:32
11. "It's Over" – 5:38